# Bebrovo
Bebrovo (bulgariska: Беброво) är ett distrikt i Bulgarien.   Det ligger i kommunen Obsjtina Elena och regionen Veliko Tărnovo, i den centrala delen av landet, 220 kilometer öster om huvudstaden Sofia.